# 오산문화예술회관
오산문화예술회관은 대한민국 경기도 오산시 경기동로 41에 있는 종합 예술시설이다. 2004년 4월 23일 개관하였다.

## 시설 소개
- 대공연장
- 소공연장